# Катакалон Кекавмен
Катакалон Кекавмен (грчки: Κατακαλὼν Κεκαυμένος) је био византијски војсковођа с половине 11. века, стратег Паристриона и дука Антиохије.

## Биографија
Катакалон Кекавмен је рођен у Колонеји. Мада је, по свему судећи, био припадник племићке породице Катакалона, према Јовану Скилици није био аристократског порекла. Кекавмен се истакао у походу Ђорђа Манијака на Сицилију. Ђорђе Манијак је успео да освоји један део острва. Катакалон Кекавмен је за заслуге у овом рату добио титулу протоспатара. Командовао је контингентом теме Арменијаке којим је успешно водио одбрану Месине од арабљанског напада 1040. године. Године 1042. учествује у устанку у Цариграду против владавине Михаила V Калафата (1041-1042). Следеће године сузбио је руски напад на византијску престоницу. Због тога је именован вестесом и архонтом (кнезом) Паристриона (подунавских тема). Кекавмен је имао веома успешну каријеру током владавине цара Константина IX Мономаха (1042-1055). Служио је на истоку као дука Иберије. Постао је управник града Анија након византијске анексије 1045. године. На челу је локалних снага у сукобу са Селџуцима. Крајем 1040-их година постао је стрателат Истока. Учествовао је у кампањи против Печенега, по чину испод неспособног ректора Нићифора. У овом рату је озбиљно рањен. Око 1055. године именован је за магистра и дуку Антиохије. Следећи владар, Михаило VI (1056-1057) је лоше третирао истакнуте генерале претходног режима. Одбио је захтев Кекавмена и Исака I Комнина да се уздигну на ранг проедра. Кекавмен је због тога подржао устанак Исака Комнина 1057. године због чега је, по Исаковом доласку на власт, именован за куропалата. Година Кекавменове смрти није позната. Могуће је да је Кекавмен написао биографију која се користи као примарни историјски извор за проучавање историје Византијског царства од 1042. до 1057. године. Дело је писано између 1075. и 1078. године.